# İsmail Türüt
İsmail Türüt (* 8. Juni 1965 in Ambarlık, Rize) ist ein  türkisch-nationalistischer Volksmusiker in der Türkei.

## Leben und Karriere
Türüt kam am 8. Juni 1965 in einem Dorf im zentralen Landkreis der Provinz Rize als zweitältester von vier Geschwistern zur Welt. Die Grundschule besuchte er im heimatlichen Dorf. 
Türüt ist verheiratet und selbst Vater von vier Kindern. 
Sein erstes Album Laz Uşağı brachte er im Jahr 1982 heraus. Türüt präsentierte in seiner Karriere verschiedene Fernsehshows und spielte die Hauptrolle in der Serie Naber Bacanak. Im Jahr 2001 wurde er auf der Bühne angeschossen und am Bein verletzt.

## Kontroverse
In seinen Liedern werden oft US-Amerikaner, Russen, Kurden, Armenier und andere Christen sowie Türken, die sie unterstützen, angegriffen.
Sein „Hasslied“ verherrlicht indirekt den Mord an Hrant Dink. Ein Gerichtsverfahren aufgrund des Liedtextes und eines entsprechenden Videoclips endete 2009 mit einem Freispruch. In Deutschland wurden einer seiner Konzerte abgebrochen und ein Einreisevisum wurde auf zwei Tage begrenzt.

## Diskografie

### Alben
- 1982: Laz Uşağı
- 1986: Komşu Kızı
- 1986: Lazmısın Çerkezmisin
- 1988: Ondan Kaynana Olmaz
- 1987: Güzellere Bayram Var Hamsi
- 1989: Çay Güzeli
- 1990: Kara Sevdalı Fatma
- 1990: Oy Gelin
- 1992: Zorla Güzellik Olmaz
- 1993: Akıllı Ol
- 1995: Hamsi Gözlüm
- 1996: Gönül Yarası
- 1998: Karadeniz Sofrası
- 1999: Sosyete Kızı Suzan
- 2003: Piryoz
- 2004: Deli Zekiye
- 2007: Dünya Tatlısı
- 2010: Kırktan Sonra
- 2014: Dört Mevsim

### Singles (Auswahl)
- 1999: Gözümün İlk Ağrısı
- 2003: Horon
- 2003: Yar Fadimem
- 2003: Gaybana
- 2003: Oy Benim Sevdiceğim
- 2005: Babasından İstedim
- 2010: Kırktan Sonra
- 2014: Çirkini Alır Mıyım
- 2014: Dört Mevsim